# Kristina Böhm

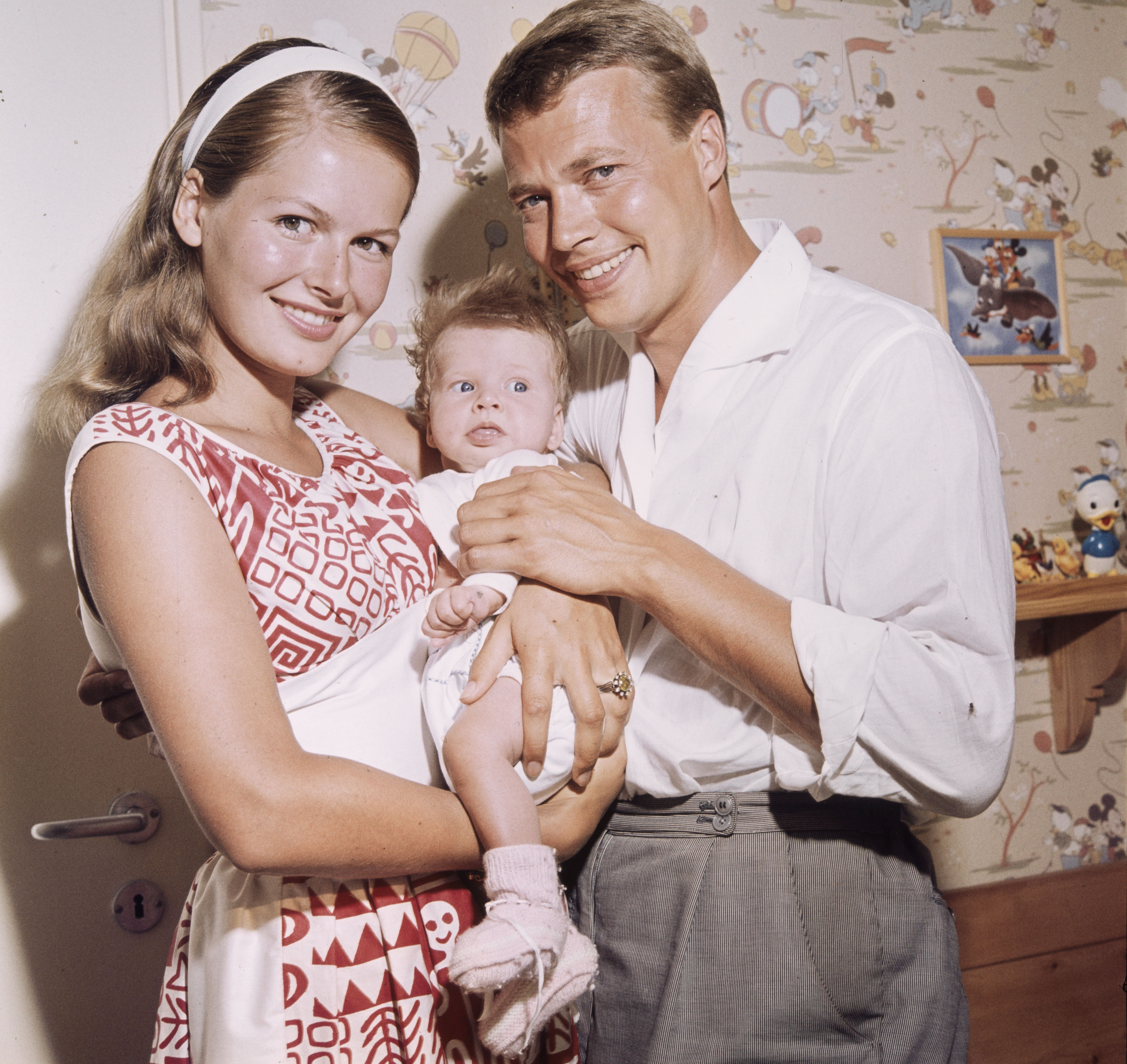
Kristina Böhm mit ihren Eltern Gudula Blau und Karlheinz Böhm, etwa 1959

Kristina Böhm (* 1959 in Berlin) ist eine deutsche Schauspielerin, Sängerin und Schriftstellerin.
Die Tochter des Schauspielers Karlheinz Böhm mit seiner zweiten Ehefrau Gudula Blau erlernte zunächst den Beruf der Hotelkauffrau, wurde später Schauspielerin und spielte unter anderem in den Serien Ein Heim für Tiere, Der Bergdoktor und Liebesgeschichten mit. Sie wurde auch als Sängerin tätig; beim Grand Prix der Volksmusik 1996 erreichte sie Platz 14. Der österreichische Dirigent Karl Böhm ist ihr Großvater, die Schauspielerin Katharina Böhm ihre Halbschwester.
Kristina Böhm war mit dem schweizerische Unternehmer Peter Rothen verheiratet. Aus der Ehe gingen drei Töchter hervor. Rothen starb 2004 im Alter von 54 Jahren. Die Geschichte ihrer Ehe beschrieb Böhm in dem 2013 erschienenen Roman Ich würde dich wieder heiraten.
Nach dem Tode ihres Mannes nahm Kristina Rothen-Böhm den Schauspielerberuf für längere Zeit nicht wieder auf. Danach arbeitete sie als Bürokraft. Zurzeit ist sie beim Bundesamt für Zivilluftfahrt der Schweiz tätig. Im Mai 2022 spielte sie in der Fernsehserie Unter uns eine Gastrolle.
Kristina Rothen-Böhm lebt in Ostermundigen bei Bern. Sie engagiert sich für die von ihrem Vater gegründete Äthiopienhilfe „Menschen für Menschen“ und ist ehrenamtlich für die 1973 von Petra Kelly gegründete „Grace P. Kelly Vereinigung zur Unterstützung krebskranker Kinder und deren Familien“ tätig. Sie schreibt Lieder und Kinderbücher. Gemeinsam mit ihren Töchtern schreibt und inszeniert sie Theaterstücke, die sie mit Jugendlichen einstudiert und für Menschen in Not aufführt.